# Valor C
El valor C es la cantidad, en picogramos, de ADN contenido dentro de un núcleo haploide (por ejemplo, un gameto) o la mitad de la cantidad en una célula somática diploide de un organismo eucariota. En algunos casos (especialmente entre organismos diploides), los términos valor C y tamaño del genoma se usan indistintamente; sin embargo, en poliploides el valor C puede representar dos o más genomas contenidos dentro del mismo núcleo. Se han sugerido algunas nuevas capas de terminología y abreviaturas asociadas para aclarar este problema.

## Origen del término
Muchos autores han asumido incorrectamente que la 'C' en "valor C" se refiere a "característica", "contenido" o "complemento". Incluso entre los autores que intentaron rastrear el origen del término, hubo cierta confusión porque Hewson Swift no lo definió explícitamente cuando lo acuñó en 1950. En su artículo original, Swift parecía usar la designación "valor 1C", "valor 2C", etc., en referencia a "clases" de contenido de ADN; sin embargo, Swift explicó en correspondencia personal al Prof. Michael D. Bennett en 1975 que:
Me temo que la letra C no representaba nada más glamoroso que 'constante', es decir, la cantidad de ADN que era característica de un genotipo particular. 
Esto se refiere al informe de 1948 de Vendrely y Vendrely sobre una "notable constancia en el contenido de ADN nuclear de todas las células de todos los individuos dentro de una determinada especie animal". El estudio de Swift sobre este tema se relacionó específicamente con la variación (o la falta de ella) entre los conjuntos de cromosomas en diferentes tipos de células dentro de los individuos, pero su notación evolucionó a "valor C" en referencia al contenido de ADN haploide de especies individuales y conserva este uso en la actualidad.

## Variación entre especies
Los valores C varían enormemente entre especies. En los animales varían más de 3300 veces, y en las plantas terrestres difieren en un factor de aproximadamente 1000. Se ha informado que los genomas de los protistas varían en tamaño en más de 300 000 veces, pero se ha cuestionado el extremo superior de este rango (ameba). La variación en los valores C no guarda relación con la complejidad del organismo o el número de genes contenidos en su genoma; por ejemplo, algunos protistas unicelulares tienen genomas mucho más grandes que los humanos. Esta observación se consideró contraria a la intuición antes del descubrimiento del ADN no codificante. Como resultado, se conoció como la paradoja del valor C. Sin embargo, aunque ya no hay ningún aspecto paradójico en la discrepancia entre el valor C y el número de genes, este término sigue siendo de uso común. Por razones de clarificación conceptual, se ha sugerido que los diversos rompecabezas que quedan con respecto a la variación del tamaño del genoma comprenden con mayor precisión un rompecabezas complejo, pero claramente definido conocido como el enigma del valor C. Los valores C se correlacionan con una variedad de características a nivel de células y organismos, incluido el tamaño celular, la tasa de división celular y, según el taxón, el tamaño corporal, la tasa metabólica, la tasa de desarrollo, la complejidad de los órganos, la distribución geográfica o el riesgo de extinción.
El enigma del valor C o la paradoja del valor C es el complejo rompecabezas que rodea la amplia variación en el tamaño del genoma nuclear entre las especies eucariotas. En el centro del enigma del valor C está la observación de que el tamaño del genoma no se correlaciona con la complejidad del organismo; por ejemplo, algunos protistas unicelulares tienen genomas mucho más grandes que los humanos.
Algunos prefieren el término enigma del valor C porque incluye explícitamente todas las preguntas que deberán responderse si se quiere lograr una comprensión completa de la evolución del tamaño del genoma. Además, el término paradoja implica una falta de comprensión de una de las características más básicas de los genomas eucariotas: a saber, que están compuestos principalmente de ADN no codificante. Algunos han afirmado que el término paradoja también tiene la desafortunada tendencia de llevar a los autores a buscar soluciones unidimensionales simples a lo que es, en realidad, un rompecabezas de múltiples facetas. Por estas razones, en 2003 se aprobó el término "enigma del valor C" en lugar de "paradoja del valor C" en la Segunda Reunión y Taller de Discusión sobre el Tamaño del Genoma Vegetal en los Jardines Botánicos Reales, Kew, Reino Unido, y un número creciente de autores han comenzado a adoptar este término.

### Paradoja del valor C
En 1948, Roger y Colette Vendrely reportaron una "constancia notable en el contenido de ADN nuclear de todas las células en todos los individuos dentro de una especie animal determinada", que tomaron como evidencia de que el ADN, en lugar de las proteínas, era la sustancia que componía los genes. El término valor C refleja esta constancia observada. Sin embargo, pronto se descubrió que los valores C (tamaños del genoma ) varían enormemente entre especies y que esto no guarda relación con el número supuesto de genes (como se refleja en la complejidad del organismo). Por ejemplo, las células de algunas salamandras pueden contener 40 veces más ADN que las de los humanos. Dado que se asumió que los valores C eran constantes porque la información genética está codificada por el ADN y, sin embargo, no tenía relación con el número de genes supuesto, esto se consideró comprensiblemente paradójico; C. A . Thomas Jr. utilizó el término "paradoja del valor C" para describir esta situación en 1971.
El descubrimiento del ADN no codificante a principios de la década de 1970 resolvió la cuestión principal de la paradoja del valor C: el tamaño del genoma no refleja el número de genes en los eucariotas, ya que la mayor parte de su ADN no es codificante y, por lo tanto, no consiste en genes. El genoma humano, por ejemplo, comprende menos del 2% de regiones codificantes de proteínas, siendo el resto varios tipos de ADN no codificante (especialmente elementos transponibles).

### Enigma del valor C
El término "enigma del valor C" representa una actualización del término más común pero obsoleto "paradoja del valor C", derivado en última instancia del término "valor C" en referencia al ADN nuclear haploide. El término fue acuñado por el biólogo canadiense Ryan Gregory de la Universidad de Guelph en 2000/2001. En términos generales, el enigma del valor C se relaciona con la cuestión de la variación en la cantidad de ADN no codificante que se encuentra dentro de los genomas de diferentes eucariotas.
El enigma del valor C, a diferencia de la antigua paradoja del valor C, se define explícitamente como una serie de preguntas componentes independientes pero igualmente importantes, que incluyen:
- ¿Qué tipos de ADN no codificante se encuentran en diferentes genomas eucariotas y en qué proporciones?
- ¿De dónde viene este ADN no codificante y cómo se propaga y/o se pierde de los genomas con el tiempo?
- ¿Qué efectos, o incluso funciones, tiene este ADN no codificante para los cromosomas, núcleos, células y organismos?
- ¿Por qué algunas especies exhiben cromosomas notablemente aerodinámicos, mientras que otras poseen cantidades masivas de ADN no codificante?

## Cálculo de los valores C
| Nucleótido                        | Fórmula química | Masa molecular relativa (Da) |
| --------------------------------- | --------------- | ---------------------------- |
| 2′-desoxiadenosina 5′-monofosfato | C10H14N5O6P     | 331.2213                     |
| 2′-desoxitimidina 5′-monofosfato  | C10H15N2O8P     | 322.2079                     |
| 2′-desoxiguanosina 5′-monofosfato | C10H14N5O7P     | 347.2207                     |
| 2′-desoxicitidina 5′-monofosfato  | C9H14N3O7P      |                              |

Las fórmulas para convertir el número de pares de nucleótidos (o pares de bases) a picogramos de ADN y viceversa son:
```
Tamaño del genoma (pb)
 = (0,978 x 10
9
) x contenido de ADN (pg)

Contenido de ADN (pg)
 = tamaño del genoma (pb)/(0,978 x 10
9
)
1 pg = 978 Mbps
```

Las masas relativas de los pares de nucleótidos se pueden calcular de la siguiente manera: A/T = 615,383 y G/C = 616,3711, teniendo en cuenta que la formación de un enlace fosfodiéster implica la pérdida de una molécula de H2O. Además, los fosfatos de nucleótidos en la cadena de ADN son ácidos, por lo que a pH fisiológico el ion H+ se disocia. Siempre que la proporción de pares A/T a G/C sea 1:1 (el contenido de GC es del 50 %), la masa relativa media de un par de nucleótidos es 615,8771.
La masa molecular relativa se puede convertir a un valor absoluto multiplicándola por la unidad de masa atómica (1 u) en picogramos. Así, 615,8771 se multiplica por 1,660539 × 10 −12 pg. En consecuencia, la masa media por par de nucleótidos sería de 1,023 × 10-9 pg, y 1 pg de ADN representaría 0,978 × 10 9 pares de bases (978 Mbp).
Ninguna especie tiene un contenido de GC de exactamente el 50 % (cantidades iguales de bases de nucleótidos A/T y G/C). Sin embargo, como un par G/C es solo más pesado que un par A/T en aproximadamente 1/6 del 1 %, el efecto de las variaciones en el contenido de GC es pequeño. El contenido real de GC varía entre especies, entre cromosomas y entre isocoras (secciones de un cromosoma con un contenido similar de GC). Ajustando el cálculo de Doležel para el contenido de GC, la variación teórica en pares de bases por picogramo varía de 977,0317 Mbp/pg para un contenido de GC al 100 % a 978,6005 Mbp/pg para un contenido de GC al 0 % (A/T es más ligero, tiene más Mbp/pg), con un punto medio de 977,8155 Mbp/pg para un contenido de GC del 50 %.

### Valores C humanos
El genoma humano varía en tamaño; sin embargo, la estimación actual del tamaño nuclear haploide del genoma humano de referencia es de 3031042417 pb para el gameto X y de 2932228937 pb para el gameto Y. El gameto X y el gameto Y contienen 22 autosomas cuyas longitudes combinadas comprenden la mayor parte del genoma en ambos gametos. El gameto X contiene un cromosoma X, mientras que el gameto Y contiene un cromosoma Y. El mayor tamaño del cromosoma X es responsable de la diferencia en el tamaño de los dos gametos. Cuando se combinan los gametos, el cigoto femenino XX tiene un tamaño de 6.062.084.834 pb mientras que el cigoto masculino XY tiene un tamaño de 5.963.271.354 pb. Sin embargo, los pares de bases del cigoto femenino XX se distribuyen entre 2 grupos homólogos de 23 cromosomas heterólogos cada uno, mientras que los pares de bases del cigoto masculino XY se distribuyen entre 2 grupos homólogos de 22 cromosomas heterólogos cada uno más 2 cromosomas heterólogos. Aunque cada cigoto tiene 46 cromosomas, 23 cromosomas del cigoto femenino XX son heterólogos mientras que 24 cromosomas del cigoto masculino XY son heterólogos. Como resultado, el valor C para el cigoto femenino XX es 3,099361 mientras que el valor C para el cigoto masculino XY es 3,157877.
El contenido de GC del genoma humano es de alrededor del 41%. Teniendo en cuenta los cromosomas autosómicos, X e Y, los contenidos de GC haploides humanos son del 40,97460 % para los gametos X y del 41,01724 % para los gametos Y.
| Célula          | Cromosomas Descripción                                                                                                  | Tipo      | Ploidía             | Pares de bases (pb) | Contenido de GC (%) | Densidad (Mbp/pg) | Masa (pg) | Valor C  |
| --------------- | --- | --------- | ------------------- | ------------------- | ------------------- | ----------------- | --------- | -------- |
| Esperma o huevo | 23 cromosomas heterólogos                                                                                               | Gameto X  | haploide            | 3.031.042.417       | 40.97460%           | 977.9571          | 3.099361  | 3.099361 |
| Solo esperma    | 23 cromosomas heterólogos                                                                                               | Gameto Y  | haploide            | 2,932,228,937       | 41.01724%           | 977.9564          | 2.998323  | 2.998323 |
| Cigoto          | 46 cromosomas que consisten en 2 conjuntos homólogos de 23 cromosomas heterólogos cada uno                              | XX Mujer  | diploide            | 6.062.084.834       | 40.97460%           | 977.9571          | 6.198723  | 3.099361 |
| Cigoto          | 46 cromosomas que consisten en 2 conjuntos homólogos de 22 cromosomas heterólogos cada uno más 2 cromosomas heterólogos | XY hombre | Mayormente diploide | 5,963,271,354       | 40.99557%           | 977.9567          | 6.097684  | 3.157877 |